# つる枯病
つる枯病（つるがれびょう）とは、植物の病害の一種。ウリ類つる枯病やインゲンマメつる枯病などがあり病原菌は異なる。

## ウリ類つる枯病
ウリ類つる枯病（ウリ科野菜つる枯病）はウリ科の植物に特有のDidymella bryoniae（異名：Mycosphaerella melonis)を病原菌とする病害である。スイカ（スイカつる枯病）のほか、キュウリ（キュウリつる枯病）、メロン、マクワウリ、ユウガオ、トウガンなどのウリ科の植物に感染する。
主茎の地際部やつるに発生すると全体が枯死することもある。そのため世界的には生産者の間で「キャンカー」の名で恐れられている。葉や茎などに小黒粒を生じ、節は変色して裂けるとともにヤニが出ることもある。スイカなどでは生育後期につる葉に黒色や褐色の病斑が出ることから黒斑病の別名がある。

## インゲンマメつる枯病
インゲンマメつる枯病は、Clover yellow vein virusという、ウイルスによる病害である。

## エンドウつる枯細菌病
エンドウつる枯細菌病は、ウイルスではなく糸状菌の一種を原因とする種子伝染性細菌病害である。

## ブドウペスタロチアつる枯病
1953年（昭和28年）に島根県安来市においてブドウ甲州で発見された。